# 제64회 베네치아 국제 영화제

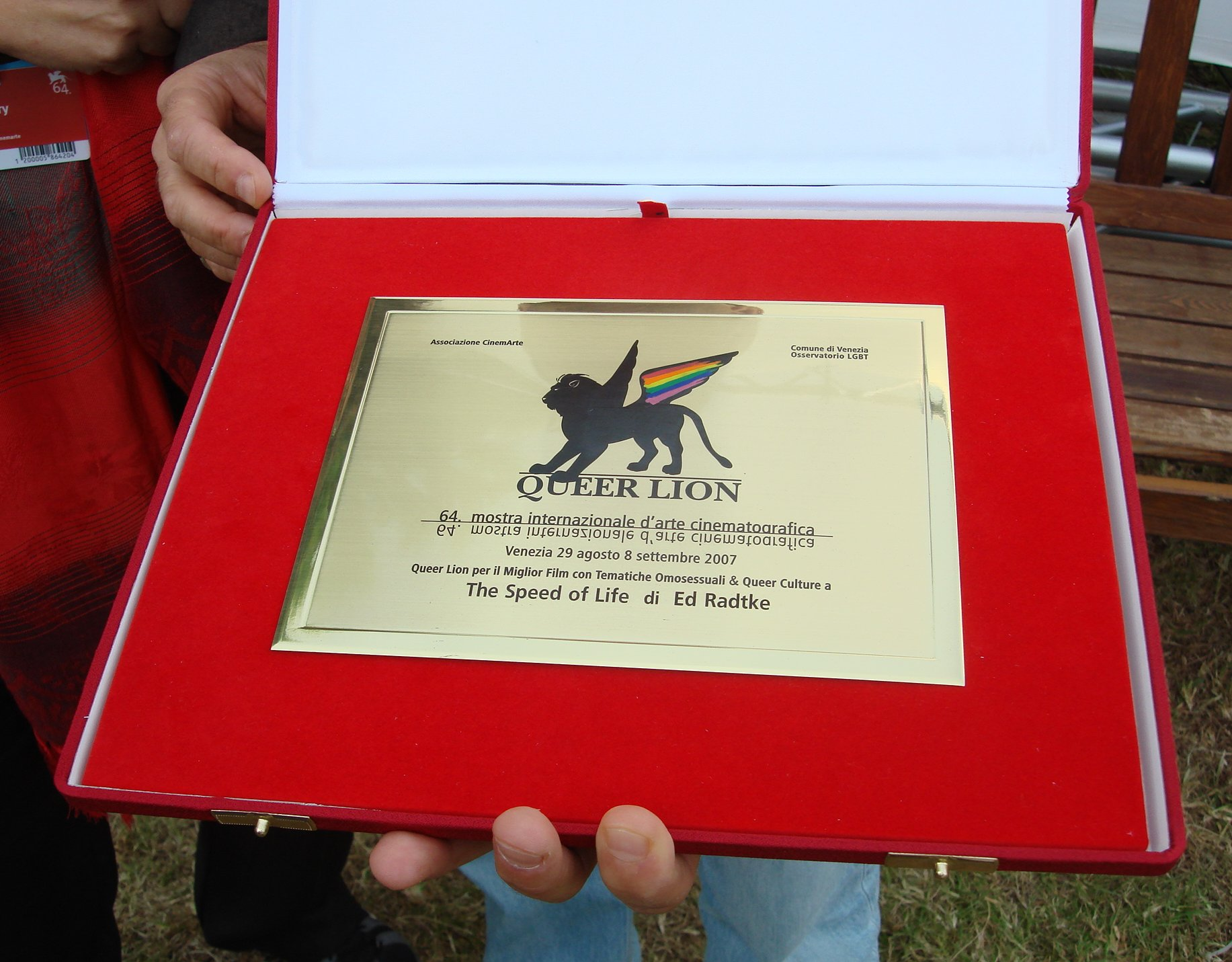

제64회 베네치아 국제 영화제는 2007년 8월 29일에 열린 시상식이다. 베니스 리도 섬에서 개최되었다.

## 수상 및 후보

### 황금사자상
- 색, 계 - 이안 수상

### 은사자상-감독상
- 리댁티드 - 브라이언 드 팔마 수상

### 볼피컵 여우주연상
- 아임 낫 데어 - 케이트 블란쳇 수상

### 볼피컵 남우주연상
- 비겁한 로버트 포드의 제시 제임스 암살 - 브래드 피트 수상

### 심사위원 특별상
- 생선 쿠스쿠스 - 압델라티프 케시시 수상
- 아임 낫 데어 - 토드 헤인즈 수상

### 각본상
- 자유로운 세계 - 켄 로치 수상

### 촬영상
- 색, 계 - 로드리고 프리에토 수상

### 경쟁부문
- 어톤먼트 - 조 라이트
- 다즐링 주식회사 - 웨스 앤더슨
- 슬루스 - 케네스 브래너
- 헤야 파우더 - 유세프 샤힌
- 리댁티드 - 브라이언 드 팔마
- 비겁한 로버트 포드의 제시 제임스 암살 - 앤드류 도미닉
- 영웅은 없다 - 파올로 프란키
- 마이클 클레이튼 - 토니 길로이
- 야경 - 피터 그리너웨이
- 실비아의 도시 - 호세 루이스 구에린
- 엘라의 계곡 - 폴 해기스
- 아임 낫 데어 - 토드 헤인즈
- 태양은 다시 떠오른다 - 강문
- 도와줘, 에로스 - 이강생
- 생선 쿠스쿠스 - 압델라티프 케시시
- 색, 계 - 이안
- 자유로운 세계 - 켄 로치
- 스키야키 웨스턴: 장고 - 미이케 다카시
- 12명의 배심원 - 니키타 미할코프
- Il Dolce E L Amaro - 안드리아 포포라티
- 로맨스 - 에릭 로메르

### 비경쟁부문
- 카산드라 드림 - 우디 앨런
- 클레오파트라 - 훌리오 브레사네
- 둘로 잘린 소녀 - 끌로드 샤브롤
- 천년학 - 임권택
- 감독 만세! - 기타노 다케시
- 크리스토퍼 콜롬버스 - 이니그 - 마뇰 드 올리베이라
- 황야의 무법자 - 세르지오 레오네
- 천당구 - 진혁리
- 북극(영어판) - 아시프 카파디아
- Blade Runner: The Final Cut (2007) - Ridley SCOTT
- 알.이.씨 - 파코 플라자 외 1명
- 헌팅 파티 - 리처드 쉐퍼드
- 내니 다이어리 - 샤리 스프링어 버먼 외 1명
- 여성 - 아드리아 가르시아 외 1명
- 호텔 슈발리에 - 웨스 앤더슨
- 석유의 길 - 베르나르도 베르톨루치
- 거미의 계략 - 베르나르도 베르톨루치
- 크리스마스 악몽 - 헨리 셀릭
- 호텔 메이나 - 카를로 리차니

### 마리오 카메리니
- 톨 T - 버드 보티커
- 디시전 앳 선다운 - 버드 보티커
- 뷰캐넌 라이즈 어론 - 버드 보티커
- 라이드 론섬 - 버드 보티커
- 코만치 스테이션 - 버드 보티커
- 철마 - 존 포드
- 비커밍 존 포드 - 닉 레드만
- L'Ospedale Del Delitto - 루이지 코멘치니
- Putiferio Va Alla Guerra - 로베르토 가비올리
- 듀에토 데이 가티 - 엠마누엘 루자티
- 풀치넬라 - 엠마누엘 루자티
- 풀치넬라: 일 지오코 델로카 - 엠마누엘 루자티
- Pulcinella E Il Pesce Magico - 엠마누엘 루자티 외 1명
- 라 타란텔라 디 풀치넬라 - 엠마누엘 루자티
- 인톨러런스 - D.W. 그리피스
- 지구의 나이 - 글라우버 로샤

### 오리종티 경쟁부문
- 새드 베케이션 - 아오야마 신지
- Mal nascida - 조아오 카니조
- 서처스 2.0 - 알렉스 콕스
- 미디 미라클 - 토니노 드 베르나디
- Cochochi - 이스라엘 카르데나스 외 1명
- 검은 땅의 소녀와 - 전수일
- 리차드 O.의 이야기 - 다미안 오둘
- Sugisball - 베이코 오운푸
- Die Stille vor Bach - 페레 포르타벨라
- 엑소더스 - 알베르트 솔레
- 희미한 - 뤼러
- 스타우브 - 하르트무트 비톰스키
- 마드리 - 바바라 커피스티
- 엔칸토에서의 죽음 - 라브 디아스
- 땅콩 장수 지미 카터 - 조나단 드미
- 에이미 - 아르노 데스플레샹
- 산 - 두 하이빈
- 드리프터 - 카오 구이마라에스
- 무용 - 지아장커
- Il passaggio della linea - 피에트로 마르첼로
- 아나바지스 - 조엘 피지니 외 1명
- 루 리드의 베를린 - 줄리앙 슈나벨
- Dall'Altra Parte Della Luna - 다리오 발디 외 1명
- Callas Assoluta - 필리페 콜리
- 엠파이어 II - 아모스 포

### 코르토 코르티시모
- 라이트본 - 에두아르도 샤페로-잭슨
- 도그 올토게더 - 패디 콘시딘
- Fritt fall - 캐롤라인 코완
- Friends Forever - Mar?l FOR?
- 단스 라 페우 - 졸탄 호바스
- 물고기 - 전재홍
- Sta ja znam - 세이라 카메릭 외 1명
- 크로스보 - 데이비드 미쇼
- 위드 어 리틀 파티엔스 - 라즐로 네메스
- 아딜 유서프 - 클라우디오 노스
- 워즈키 - 유스티나 노박
- 토니 귀는 당나귀귀 - 발렌탱 포티에르
- 스톤 피플 - 레오니드 리바코프
- 블라인드 맨스 아이 - 매튜 탤봇-켈리
- Skyggen Af Tvivl - 에스벤 토네센
- 커피 앤 알라 - 시마 어랄
- 카르고 - 레오 우드헤드
- Guo dao - ZHANG Yue
- R뭗a - Mohammed AHED BENSOUDA
- Au murmure de la fontaine - Kamal BELGHMI
- 카사 - 알리 벤키라네
- Lahna lalhih - Rachid BOUTOUNES
- Chambr뭓 - Rachid CHEIKH
- Mawal - Mohamed CHRIF TRIBAK
- Le d?unt - Rachid EL OUALI
- Chiens errants - 야스민 카사리
- Cadre - Wahid EL MOUTANNA
- Accord parental - Mohamed MIFTAH
- Loin des yeux - Jamal SOUISSI
- 아스타 - 아브델라티프 벤파이디울 외 1명
- Sang d뭙ncre - Leila TRIQUI

### 이탈리아 영화 역사의 비밀
- 링고를 위한 10만 달러 - 알베르토 데 마르티노
- 링고의 귀환 - 듀시오 테사리
- 네브라스카의 링고 - 마리오 바바 외 1명
- 황야의 은화 1불 - 지오르지오 페로니
- 장고 - 세르지오 코르부치
- The Bounty Killer - Eugenio Martin
- 빅 건다운 - 세르지오 솔리마
- 나바조 조 - 세르지오 코르부치
- 슈가 콜트 - 프란코 기랄디
- 리버 오스 달라스 - 카를로 리차니
- 양키 - 틴토 브라스
- 학살의 1만 달러 - 로몰로 구에리에리
- 데스페라도 - 프랑코 로세티
- Il Tempo Degli Avvoltoi - 난도 시세로
- La Morte Non Conta I Dollari - 리카르도 프레다
- 세 세이 비보 스파라 - 토마스 밀리안
- 루슬리스 포 - 조르지오 카피타니
- 비바 장고 - 페르디난도 발디
- 테페라 - 지울리오 페트로니
- Una Lunga Fila Di Croci - 세르지오 가로네
- La taglia - 파스칼 스퀴티에리
- 위대한 결투 - 잔카를로 산티
- 내 이름은 상하이 조 - 마리오 카이아노
- Una Ragione Per Vivere E Una Per Morire - 토니노 발레리
- I Quattro Dell'Apocalisse - 루시오 풀치
- 케오마 - 엔조 G. 카스텔라리